# Vågbandad brunbagge
Vågbandad brunbagge (Orchesia undulata) är en skalbaggsart som beskrevs av Ernst Gustav Kraatz 1853. Vågbandad brunbagge ingår i släktet Orchesia, och familjen brunbaggar. Enligt den finländska rödlistan är arten nära hotad i Finland. Arten är reproducerande i Sverige. Artens livsmiljö är naturlundskogar.